# بوجان (سیرجان)
بوجان (سیرجان)، روستایی از توابع بخش بلورد شهرستان سیرجان در استان کرمان ایران است.

## جمعیت
این روستا در دهستان بلورد قرار دارد و براساس سرشماری مرکز آمار ایران در سال ۱۳۸۵، جمعیت آن ۳۵۹ نفر (۸۹خانوار) بوده‌است.